# Övre Abmoselet
Övre Abmoselet är en sjö i Arvidsjaurs kommun i Lappland och ingår i Piteälvens huvudavrinningsområde. Sjön har en area på 0,351 kvadratkilometer och ligger 322 meter över havet. Sjön avvattnas av vattendraget Abmoälven.

## Delavrinningsområde
Övre Abmoselet ingår i det delavrinningsområde (731824-166389) som SMHI kallar för Inloppet i Nedre Abmoselet. Medelhöjden är 342 meter över havet och ytan är 4,38 kvadratkilometer. Räknas de 81 avrinningsområdena uppströms in blir den ackumulerade arean 1 082,2 kvadratkilometer. Abmoälven som avvattnar avrinningsområdet har biflödesordning 2, vilket innebär att vattnet flödar genom totalt 2 vattendrag innan det når havet efter 142 kilometer. Avrinningsområdet består mestadels av skog (80 procent) och sankmarker (11 procent). Avrinningsområdet har 0,4 kvadratkilometer vattenytor vilket ger det en sjöprocent på 9 procent.